# 2013年の日本公開映画
- 映画 > 映画の一覧 > 年度別日本公開映画 > 2013年の日本公開映画
- 映画 > 2013年の映画 > 2013年の日本公開映画

2013年の日本公開映画（2013ねんのにほんこうかいえいが）では、2013年（平成25年）1月1日から同年12月31日までに日本で商業公開された映画の一覧を記載する。作品名の右の丸括弧内は製作国を示す。
記載の凡例については年度別日本公開映画#凡例を参照

## 作品一覧

### 1月
- 5日
  - 大魔術師"X"のダブル・トリック（ 香港）
- 11日
  - 96時間/リベンジ（ アメリカ合衆国・ フランス）
  - ドラゴンゲート 空飛ぶ剣と幻の秘宝（ 中国・ 香港）
- 12日
  - 青木ヶ原（ 日本）
  - アラグレ（ 日本）
  - あるいは佐々木ユキ（ 日本）
  - 映画 鈴木先生（ 日本）
  - 劇場版 HUNTER×HUNTER 緋色の幻影（ 日本）
  - 渾身 KON-SHIN（ 日本）
  - しんしんしん（ 日本）
  - ももいろそらを（ 日本）
  - 沈黙の監獄（ アメリカ合衆国）
  - LOOPER/ルーパー（ アメリカ合衆国）
  - 恋するローマ 元カレ元カノ（ イタリア）
- 18日
  - テッド（ アメリカ合衆国）
  - アルバート氏の人生（ アイルランド・ イギリス・ アメリカ合衆国・ フランス）
- 19日
  - ガブリエル・アルカン（英語版）（ 日本・ カナダ）
  - デッド寿司（ 日本）
  - 東京家族（ 日本）
  - 特命戦隊ゴーバスターズVS海賊戦隊ゴーカイジャー THE MOVIE（ 日本）
  - フラッシュバックメモリーズ 3D（英語版）（ 日本）
  - コックファイター（ アメリカ合衆国）
  - 東ベルリンから来た女（ ドイツ）
- 20日
  - 陰謀のスプレマシー（ アメリカ合衆国）
- 25日
  - ライフ・オブ・パイ/トラと漂流した227日（ アメリカ合衆国）
- 26日
  - 明日の空の向こうに（ ポーランド・ 日本）
  - 狼たちのノクターン〈夜想曲〉（ 香港）
  - さよならドビュッシー（ 日本）
  - しあわせカモン（ 日本）
  - 人生、ブラボー!（ カナダ）
  - ストロベリーナイト（ 日本）
  - つやのよる ある愛に関わった、女たちの物語（ 日本）
  - ナイトピープル（ 日本）
  - ひまわり〜沖縄は忘れない、あの日の空を〜（ 日本）
  - Blankey Jet City/VANISHING POINT（ 日本）
  - 塀の中のジュリアス・シーザー（ イタリア）
  - みなさん、さようなら（ 日本）
  - ユダ（ 日本）

### 2月
- 1日
  - アウトロー（ アメリカ合衆国）
  - DOCUMENTARY of AKB48 No flower without rain 少女たちは涙の後に何を見る?（ 日本）
  - ベルセルク 黄金時代篇III 降臨（ 日本）
  - マリーゴールド・ホテルで会いましょう（ イギリス・ アメリカ合衆国・ アラブ首長国連邦）
  - リトル・マエストラ（ 日本）
- 2日
  - R-18文学賞vol.1 自縄自縛の私（ 日本）
  - いびつ（ 日本）
  - きいろいゾウ（ 日本）
  - さまよう獣（ 日本）
  - ばななとグローブとジンベエザメ（ 日本）
  - ファイヤー・ウィズ・ファイヤー 炎の誓い（ アメリカ合衆国）
- 8日
  - ゴーストライダー2（ アメリカ合衆国）
  - ムーンライズ・キングダム（ アメリカ合衆国）
- 9日
  - 命をつなぐバイオリン（ ドイツ）
  - 映画版 マメシバ一郎 フーテンの芝二郎（ 日本）
  - METライブビューイング/ドニゼッティ《マリア・ストゥアルダ》（ アメリカ合衆国）
  - 同じ星の下、それぞれの夜（ 日本）
  - 恋する歯車（ 日本）
  - グレイヴ・エンカウンターズ2（ カナダ・ アメリカ合衆国）
  - 故郷よ（ フランス・ ポーランド・ ウクライナ）
  - スタードライバー THE MOVIE（ 日本）
  - その後のふたり（ 日本）
  - 奪命金（ 香港・ 中国）
  - 脳男（ 日本）
  - PARKER/パーカー（ アメリカ合衆国）
  - マキシマム・ブロウ（ アメリカ合衆国）
  - モンスターズ・インク 3D（ アメリカ合衆国）
  - よりよき人生（ フランス）
  - 悪人に平穏なし（ スペイン）
- 14日
  - ダイ・ハード/ラスト・デイ（ アメリカ合衆国・ ハンガリー）
- 15日
  - ゼロ・ダーク・サーティ（ アメリカ合衆国）
  - レッド・ライト（ アメリカ合衆国・ スペイン）
- 16日
  - 王になった男（ 韓国）
  - 空の境界（ 日本）
  - コリドー（ カナダ）
  - SADO TEMPEST（ 日本）
  - ジャッジ・ドレッド（ アメリカ合衆国）
  - チチを撮りに（ 日本）
  - テール しっぽのある美女（ ノルウェー）
  - HIT & RUN（ アメリカ合衆国）
  - ヒンデンブルグ 第三帝国の陰謀（ ドイツ）
  - モスキートマン（ アメリカ合衆国）
  - 約束 名張毒ぶどう酒事件 死刑囚の生涯（ 日本）[1]
- 20日
  - 英国ロイヤル・バレエ/ロミオとジュリエット（ イギリス）
- 22日
  - 世界にひとつのプレイブック（ アメリカ合衆国）
  - バチェロレッテ あの子が結婚するなんて!（ アメリカ合衆国）
- 23日
  - メモリーズ・コーナー（ フランス・ カナダ）
  - つるしびな（ 日本）
  - 牙狼<GARO>〜蒼哭ノ魔竜（ 日本）
  - TOKYOてやんでぃ（ 日本）
  - 横道世之介（ 日本）
  - 遺体 明日への十日間（ 日本）
  - セックスの向こう側 AV男優という生き方（ 日本）
  - 逃走車（ アメリカ合衆国）
  - 草原の椅子（ 日本）
  - Go for Broke! ハワイ日系二世の記憶（ 日本）
  - 劇場版 とある魔術の禁書目録 -エンデュミオンの奇蹟-（ 日本）
  - 体温（ 日本）
  - インターミッション（ 日本）
  - 15歳、アルマの恋愛妄想（ ノルウェー）
  - ゴースト・フライト407便（ タイ）
  - アンタッチャブルズ（ フランス）
  - 幕末奇譚 SHINSEN5～剣豪降臨～（ 日本）
  - バーニング・ブライト（ アメリカ合衆国）
  - 3.11後を生きる（ 日本）
  - マーサ、あるいはマーシー・メイ（ アメリカ合衆国）
  - クロッシング・デイ（ アメリカ合衆国）
  - ワールドプロレスリング3D第6弾 1.4東京ドーム2013（ 日本）[2]

### 3月
- 1日
  - ジャンゴ 繋がれざる者（ アメリカ合衆国）
  - フライト（ アメリカ合衆国）
  - うらぎりひめ（ 日本）
- 2日
  - わすれない ふくしま（ 日本）
  - サイレント・ハウス（ アメリカ合衆国）
  - すーちゃん まいちゃん さわ子さん（ 日本）
  - ダークシステム 【完全版】（ アメリカ合衆国）
  - 機動戦士ガンダムUC(ユニコーン)/episode 6 宇宙と地球と（ 日本）
  - 僕の妻のすべて（ 韓国）
  - 恋は命がけ（ 韓国）
  - ダークホース 〜リア獣エイブの恋〜（ アメリカ合衆国）
  - ヨンガシ 変種増殖（ 韓国）
- 8日
  - オズ はじまりの戦い（ アメリカ合衆国）
  - 野蛮なやつら/SAVAGES（ アメリカ合衆国）
- 9日
  - ドラえもん のび太のひみつ道具博物館（ 日本）
  - ザ・ワーズ 盗まれた人生（ アメリカ合衆国）
  - 魔女と呼ばれた少女（ カナダ）
  - 愛、アムール（ フランス・ ドイツ）
  - ベラミ 愛を弄ぶ男（ イギリス）
  - メッセンジャー（ アメリカ合衆国）
  - 蟻が空を飛ぶ日（ 日本）
  - あれから（ 日本）
  - 千年の愉楽（ 日本）
  - キャビン（ アメリカ合衆国）
  - あぁ...閣議（ 日本）
- 15日
  - しまじろうと フフの だいぼうけん 〜すくえ!七色の花〜（ 日本）
  - クラウド アトラス（ アメリカ合衆国）
- 16日
  - ある海辺の詩人 -小さなヴェニスで-（ イタリア・ フランス）
  - 偽りなき者（ デンマーク）
  - 赦免花(しゃめんばな)（ 日本）
  - 恋する輪廻 オーム・シャンティ・オーム（ インド）
  - ダーク・タイド（ アメリカ合衆国）
  - ブラインドマン その調律は暗殺の調べ（ フランス）
  - プラチナデータ（ 日本）
  - ダイナソー・プロジェクト（ イギリス）
  - 汚れなき祈り（ ルーマニア）
  - シャドー・ダンサー（ アイルランド・ イギリス）
  - 愛してる、愛してない（ 韓国）
  - 映画 プリキュアオールスターズNewStage2 こころのともだち（ 日本）
  - ひまわりと子犬の7日間（ 日本）
  - シュガーマン 奇跡に愛された男（ スウェーデン・ イギリス）
  - ぼっちゃん（ 日本）
  - ジャーニー/ドント・ストップ・ビリーヴィン（ アメリカ合衆国）
- 22日
  - ジャックと天空の巨人（ アメリカ合衆国）
  - ザ・マスター（ アメリカ合衆国）
- 23日
  - 相棒シリーズ X DAY（ 日本）
  - 長嶺ヤス子 裸足のフラメンコ（ 日本）
  - チキン・オブ・ザ・デッド/悪魔の毒々バリューセット（ アメリカ合衆国）
  - 人間万事塞翁が犬（ 日本・ 中華民国）
  - サバイビング・プログレス 進歩の罠（ アメリカ合衆国）
  - 探偵ヨンゴン 義手の銃を持つ男（ 韓国）
  - キング・オブ・マンハッタン 危険な賭け（ アメリカ合衆国）
  - 劇場版ミッフィー どうぶつえんで宝さがし（ オランダ）
  - 暗闇から手をのばせ（ 日本）
  - だいじょうぶ3組（ 日本）
  - 湘南ものがたり（ 日本）
  - ボクたちの交換日記（ 日本）
  - シュガー・ラッシュ（ アメリカ合衆国）
- 29日
  - アンナ・カレーニナ（ イギリス・ アメリカ合衆国）
  - パラノーマン ブライス・ホローの謎（ アメリカ合衆国）
  - 英国ロイヤル・バレエ/不思議の国のアリス（ イギリス）
- 30日
  - 関西ジャニーズJr.の京都太秦行進曲!（ 日本）
  - 異国に生きる 日本の中のビルマ人（ 日本）
  - UFO 侵略（ イギリス）
  - ベルヴィル・トーキョー（ フランス）
  - 恐竜を掘ろう（ 日本）
  - グッバイ・ファーストラブ（ フランス）
  - ハーブ&ドロシー ふたりからの贈りもの（ アメリカ合衆国）
  - ドラゴンボールZ 神と神（ 日本）
  - スカイラブ（ フランス）
  - 劇場版 花咲くいろは HOME SWEET HOME（ 日本）
  - こたつと、みかんと、ニャー。（ 日本）
  - CLOSER TO THE EDGE マン島TTライダー（ イギリス）
  - エリア52（ オーストラリア）

### 4月
- 5日
  - ヒッチコック（ アメリカ合衆国）
- 6日
  - 海と大陸（ フランス・ イタリア）
  - カレ・ブラン（ フランス・ スイス・ ベルギー・ ロシア・ ルクセンブルク）
  - 君と歩く世界（ フランス）
  - 桜、ふたたびの加奈子（ 日本）
  - ホーリー・モーターズ（ フランス）
  - らくごえいが（ 日本）
- 12日
  - 映画はなかっぱ 花さけ!パッカ～ん♪ 蝶の国の大冒険（ 日本）
- 13日
  - HK 変態仮面（ 日本）
  - ガチバン スプレマシー（ 日本）
  - コズモポリス（ フランス・ カナダ）
  - ザ・パック 餌になる女（ フランス・ ベルギー）
  - サムライダッシュ（ 日本）
  - 天使の分け前（ イギリス・ フランス・ ベルギー・ イタリア）
  - トラベラーズ 次元警察（ 日本）
  - フリア よみがえり少女（ スペイン）
  - ブルーノのしあわせガイド（ イタリア）
  - 舟を編む（ 日本）
  - ライジング・ドラゴン（ 香港・ 中国）
- 19日
  - カルテット!人生のオペラハウス（ イギリス）
  - リンカーン（ アメリカ合衆国）
- 20日
  - 命ある限り（ インド）
  - クレヨンしんちゃん バカうまっ!B級グルメサバイバル!!（ 日本）
  - 孤独な天使たち（ イタリア）
  - 劇場版 STEINS;GATE 負荷領域のデジャヴ（ 日本）
  - セデック・バレ（ 台湾）
  - タイガー 伝説のスパイ（ インド）
  - デッドガール（ カナダ）
  - ハッシュパピー 〜バスタブ島の少女〜（ アメリカ合衆国）
  - 母の唄がきこえる（ 日本）
  - ヒステリア（ イギリス・ フランス・ ドイツ・ ルクセンブルク）
  - ペタル ダンス（ 日本）
  - 名探偵コナン 絶海の探偵（ 日本）
  - 闇の帝王DON 〜ベルリン強奪作戦〜（ インド）
  - 容疑者X 天才数学者のアリバイ（ 韓国）
- 26日
  - アイアンマン3（ アメリカ合衆国）
  - ジャッキー・コーガン（ アメリカ合衆国）
  - めめめのくらげ（ 日本）
  - 藁の楯 わらのたて（ 日本）
- 27日
  - YES/NO イエス・ノー（ アメリカ合衆国・ イタリア）
  - ウィ・アンド・アイ（ アメリカ合衆国）
  - 仮面ライダー×スーパー戦隊×宇宙刑事 スーパーヒーロー大戦Z（ 日本）
  - 17歳のエンディングノート（ イギリス）
  - 戦争と一人の女（ 日本）
  - 朝食、昼食、そして夕食（ スペイン）
  - 図書館戦争（ 日本）
  - NO ONE LIVES ノー・ワン・リヴズ（ アメリカ合衆国）
  - マイPSパートナー（ 韓国）
  - モンスター（ 日本）
  - ラストスタンド（ アメリカ合衆国）
  - ロイヤル・アフェア 愛と欲望の王宮（ デンマーク）

### 5月
- 3日
  - L.A.ギャング ストーリー（ アメリカ合衆国）
  - 影なきリベンジャー　極限探偵C+（ 香港）
  - 恐怖と欲望（ アメリカ合衆国）
  - コードネーム:ジャッカル（ 韓国）
  - 死霊のはらわた（ アメリカ合衆国）
- 4日
  - エージェント・ハミルトン ベイルート救出作戦（ スウェーデン）
  - ビトレイヤー（ イギリス・ アメリカ合衆国）
  - ヒプノティスト 催眠（ スウェーデン）
- 11日
  - 家（ 日本）
  - いたいのいたいのとんでいけ（ 日本）
  - 県庁おもてなし課（ 日本）
  - ザ・チャイルド（ メキシコ）
  - ザ・ディープ（ アイスランド）
  - シー・トレマーズ（ オランダ・ インドネシア・ ベルギー・ フィンランド）
  - 探偵はBARにいる2 ススキノ大交差点（ 日本）
  - ハートレス（ イギリス）
  - ふたりのイームズ 建築家チャールズと画家レイ（ アメリカ合衆国）
  - フッテージ（ アメリカ合衆国）
  - 私が靴を愛するワケ（ フランス・ アメリカ合衆国）
  - 私は王である!（ 韓国）
- 17日
  - 愛さえあれば（ デンマーク）
  - モネ・ゲーム（ アメリカ合衆国）
- 18日
  - きっと、うまくいく（ インド）
  - クロユリ団地（ 日本）
  - 建築学概論（ 韓国）
  - 後宮の秘密（ 韓国）
  - SPINNING KITE（ 日本）
  - ソラから来た転校生（ 日本）
  - 旅立ちの島唄〜十五の春〜（ 日本）
  - 中学生円山（ 日本）
  - できる子の証明（ 日本）
  - ビル・カニンガム&ニューヨーク（ アメリカ合衆国）
- 25日
  - アンチヴァイラル（ カナダ・ アメリカ合衆国）
  - 俺俺（ 日本）
  - くちづけ（ 日本）
  - スマイリー（ アメリカ合衆国）
  - セレステ∞ジェシー（ アメリカ合衆国）
  - 体脂肪計タニタの社員食堂（ 日本）
  - ドリフト（ オーストラリア）
  - 二代目はニューハーフ（ 日本）
  - Heart Beat 〜ハートビート〜（ 日本）
  - 百年の時計（ 日本）
  - プレイス・ビヨンド・ザ・パインズ/宿命（ アメリカ合衆国）
  - ポゼッション（ アメリカ合衆国・ カナダ）
  - 私のオオカミ少年（ 韓国）
- 31日
  - イノセント・ガーデン（ アメリカ合衆国・ イギリス）
  - オブリビオン（ アメリカ合衆国）
  - グランド・マスター（ 香港・ 中国・ フランス）
  - 言の葉の庭（ 日本）

### 6月
- 1日
  - ある会社員（ 韓国）
  - 監禁探偵（ 日本）
  - リアル〜完全なる首長竜の日〜（ 日本）
  - 共謀者（ 韓国）
  - 殺人の告白（ 韓国）
  - はじまりのみち（ 日本）
  - パパの木（ フランス・ オーストラリア）
  - バレット（ アメリカ合衆国）
  - マニアック（ フランス）
  - 夢の向こう側 ROAD LESS TRAVELED（ 台湾）
- 7日
  - フェニックス 約束の歌（ 韓国）
- 8日
  - エンド・オブ・ホワイトハウス（ アメリカ合衆国）
  - 奇跡のリンゴ（ 日本）
  - 極道の妻たち Neo（ 日本）
  - コレクター（ アメリカ合衆国）
  - G.I.ジョー バック2リベンジ（ アメリカ合衆国）
  - 世界が食べられなくなる日（ フランス）
  - 蒼白者 A Pale Woman（ 日本）
  - 箱入り息子の恋（ 日本）
  - ローマでアモーレ（ アメリカ合衆国・ イタリア・ スペイン）
- 14日
  - インポッシブル（ アメリカ合衆国・ スペイン）
  - 華麗なるギャツビー（ アメリカ合衆国）
- 15日
  - 俺はまだ本気出してないだけ（ 日本）
  - ギャングバスターズ（ アメリカ合衆国）
  - 3人のアンヌ（ フランス）
  - スプリング・ブレイカーズ（ アメリカ合衆国）
  - 遠くでずっとそばにいる（ 日本）
  - 嘆きのピエタ（ 韓国）
  - 二流小説家 シリアリスト（ 日本）
  - ファインド・アウト（ アメリカ合衆国）
  - ハード・ラッシュ（ アメリカ合衆国）
  - フィギュアなあなた（ 日本）
  - マーヴェリックス 波に魅せられた男たち（ アメリカ合衆国）
  - 竜宮、暁のきみ（ 日本）
- 21日
  - アフター・アース（ アメリカ合衆国）
- 22日
  - アイ・アム・ブルース・リー（ カナダ）
  - 殺しのナンバー（ アメリカ合衆国）
  - さよなら渓谷（ 日本）
  - 10人の泥棒たち（ 韓国）
  - 21オーバー 最初の二日酔い（ アメリカ合衆国）
  - 100回泣くこと（ 日本）
- 28日
  - アンコール!!（ イギリス）
  - ハングオーバー!!! 最後の反省会（ アメリカ合衆国）
- 29日
  - 愛のあしあと（ フランス・ イギリス・ チェコ）
  - コン・ティキ（ イギリス・ ノルウェー・ デンマーク・ ドイツ）
  - コンプライアンス 服従の心理（ アメリカ合衆国）
  - 最後のキス（ イタリア）
  - 桜姫（ 日本）
  - スタンリーのお弁当箱（ インド）
  - 夏休みの地図（ 日本）
  - ハートの問題（ イタリア）
  - 真夏の方程式（ 日本）
  - MOON DREAM（ 日本）
  - 欲望のバージニア（ アメリカ合衆国）
  - レジェンド・オブ・トレジャー 大武当 失われた七つの秘宝（ 香港）

### 7月
- 6日
  - 恋の渦（ 日本）
  - 樹海のふたり（ 日本）
  - それいけ!アンパンマン とばせ! 希望のハンカチ（ 日本）
  - ダークスカイズ（ アメリカ合衆国）
  - タリウム少女の毒殺日記（ 日本）
  - 囚われ人（ フランス・ フィリピン・ イギリス・ ドイツ）
  - 25年目の弦楽四重奏（ アメリカ合衆国）
  - 忍たま乱太郎 夏休み宿題大作戦!の段（ 日本）
  - 劇場版 銀魂 完結篇 万事屋よ永遠なれ（ 日本）
  - ビューティフル・ウェーブ（ アメリカ合衆国）
  - ブルー・アンブレラ（ アメリカ合衆国）
  - モンスターズ・ユニバーシティ（ アメリカ合衆国）
  - ワイルド・スピード EURO MISSION（ アメリカ合衆国）
- 12日
  - 偽りの人生（ アルゼンチン・ スペイン・ ドイツ）
  - サイレントヒル: リベレーション3D（ フランス・ アメリカ合衆国・ カナダ）
- 13日
  - 劇場版ポケットモンスター ベストウイッシュ 神速のゲノセクト ミュウツー覚醒（ 日本）
  - 熱波（ ポルトガル・ ドイツ・ ブラジル・ フランス）
  - 飛びだす 悪魔のいけにえ レザーフェイス一家の逆襲（ アメリカ合衆国）
  - 爆心 長崎の空（ 日本）
  - バーニー/みんなが愛した殺人者（ アメリカ合衆国）
  - パリ猫ディノの夜（ フランス）
  - V/H/S シンドローム（ アメリカ合衆国）
  - ベルリンファイル（ 韓国）
- 20日
  - 風立ちぬ（ 日本）
  - 風と共に去りぬ!?（ 韓国）
  - クロワッサンで朝食を（ フランス）
  - 最後のマイ・ウェイ（ フランス）
  - シャニダールの花（ 日本）
  - 不安の種（ 日本）
  - ロスト・メモリー（ ドイツ）
- 26日
  - 31年目の夫婦げんか（ アメリカ合衆国）
- 27日
  - 高速ばぁば（ 日本）
  - サウンド・オブ・ノイズ（ スウェーデン・ フランス）
  - 終戦のエンペラー（ アメリカ合衆国）
  - スティーヴン・キングは殺せない!?( アメリカ合衆国）
  - ニューヨーク、恋人たちの2日間（ フランス・ ドイツ・ ベルギー）
  - ペーパーボーイ 真夏の引力（ アメリカ合衆国）
  - リトルウィング 3月の子供たち（ 日本）

### 8月
- 1日
  - NMB48 げいにん!THE MOVIE お笑い青春ガールズ!（ 日本）
- 2日
  - ローン・レンジャー（ アメリカ合衆国）
- 3日
  - マジック・マイク（ アメリカ合衆国）
  - アイアン・フィスト（ アメリカ合衆国）
  - モスダイアリー（ カナダ・ アイルランド）
  - 謎解きはディナーのあとで（ 日本）
  - あかぼし（英語版）（ 日本）
  - トーク・トゥ・ザ・デッド（ 日本）
  - 砂をつかんで立ち上がれ（ 日本）
  - ダイヤモンド（ 日本）
  - 劇場版 仮面ライダーウィザード in Magic Land（ 日本）
- 9日
  - パシフィック・リム（ アメリカ合衆国）
  - トゥ・ザ・ワンダー（ アメリカ合衆国）
- 10日
  - ワールド・ウォーZ（ アメリカ合衆国）
  - 最愛の大地（ アメリカ合衆国）
  - 素敵な相棒 〜フランクじいさんとロボットヘルパー〜（ アメリカ合衆国）
  - ムービー43（ アメリカ合衆国）
  - 南の島の大統領 沈みゆくモルディブ（ アメリカ合衆国）
  - オゾンビ（ アメリカ合衆国）
  - ディアトロフ・インシデント（ アメリカ合衆国・ イギリス・ ロシア）
  - オーガストウォーズ（ ロシア）
  - 少年H（ 日本）
  - 江ノ島プリズム（ 日本）
  - ニーナ ローマの夏休み（ イタリア）
  - HOMESICK（ 日本）
  - たいむすりっぷメガネ（ 日本）
- 16日
  - ホワイトハウス・ダウン（ アメリカ合衆国）
  - スマーフ2 アイドル救出大作戦!（ アメリカ合衆国）
- 17日
  - エンド・オブ・ウォッチ（ アメリカ合衆国）
  - スマイル、アゲイン（ アメリカ合衆国）
  - パラノイド・シンドローム（ アメリカ合衆国）
  - タイピスト!（ フランス）
  - 楽園からの旅人（ イタリア）
  - ザ・タワー 超高層ビル大火災（ 韓国）
  - ラブ・フィクション（ 韓国）
  - スクールガール・コンプレックス 放送部篇（ 日本）
  - モーニングセット、牛乳、春（ 日本）
  - ジョーカーゲーム 脱出（ 日本）
  - イン・ザ・シャドウズ（ ドイツ）
- 23日
  - スター・トレック イントゥ・ダークネス（ アメリカ合衆国）
- 24日
  - パニック・マーケット 3D（ オーストラリア・ シンガポール）
  - 上京ものがたり（ 日本）
  - ガッチャマン（ 日本）
  - RETURN（ハードバージョン）（ 日本）
  - リトルファイター 少女たちの光と影（ アメリカ合衆国）
  - 恋の紫煙（ 韓国）
- 30日
  - マン・オブ・スティール（ アメリカ合衆国）
  - オン・ザ・ロード（ アメリカ合衆国）
  - 貞子3D2（ 日本）
- 31日
  - 黒いスーツを着た男（ フランス・ モルドバ）
  - 悪いやつら（ 韓国）
  - ジンジャーの朝 〜さよなら、わたしが愛した世界（ イギリス・ デンマーク・ カナダ・ クロアチア）
  - 夏の終り（ 日本）
  - 日本の悲劇（ 日本）
  - ゼンタイ（ 日本）
  - 瞬間少女（ 日本）
  - ウチのはらのうち（ 日本）
  - メサイア 漆黒ノ章（ 日本）
  - ソウル・フラワー・トレイン（ 日本）

### 9月
- 6日
  - サイド・エフェクト（ アメリカ合衆国）
- 7日
  - スーサイド・ショップ（ フランス）
  - 大統領の料理人（ フランス）
  - ペインレス（ スペイン）
  - ゴースト・スクール（ スペイン）
  - わたしはロランス（ カナダ・ フランス）
  - アップサイドダウン 重力の恋人（ カナダ・ フランス）
  - キャプテンハーロック -SPACE PIRATE CAPTAIN HARLOCK-（ 日本）
  - 共喰い（ 日本）
  - ハーメルン（ 日本）
  - 冴え冴えてなほ滑稽な月（ 日本）
  - うそつきパラドクス（ 日本）
  - サイコメトリー 残留思念（ 韓国）
- 13日
  - ウルヴァリン:SAMURAI（ アメリカ合衆国）
  - 私が愛した大統領（ アメリカ合衆国）
  - 鷹の爪GO 美しきエリエール消臭プラス（ 日本）
  - 許されざる者（ 日本）
- 14日
  - ストラッター（ アメリカ合衆国）
  - ポルトガル、ここに誕生す ギマランイス歴史地区（ ポルトガル）
  - あの頃、君を追いかけた（ 台湾）
  - Miss ZOMBIE（ 日本）
  - 劇場版 ATARU THE FIRST LOVE & THE LAST KILL（ 日本）
  - 出逢いが足りない私たち（ 日本）
  - 月の下まで（ 日本）
- 20日
  - エリジウム（ アメリカ合衆国）
  - ビザンチウム（ イギリス・ アイルランド）
- 21日
  - ウォーム・ボディーズ（ アメリカ合衆国）
  - 怪盗グルーのミニオン危機一発（ アメリカ合衆国）
  - ザ・エンド（ スペイン）
  - 凶悪（ 日本）
  - 甘い鞭（ 日本）
  - 乙女のレシピ（ 日本）
  - 白魔女学園（ 日本）
  - あした天使になあれ（ 日本）
  - 少女と夏の終わり（ 日本）
  - ワルノリっ（ 日本）
  - 私は公務員だ（ 韓国）
  - 寄生霊（ 韓国）
  - シークレットラブ(2010)（ 韓国）
- 27日
  - クロニクル（ アメリカ合衆国）
- 28日
  - タンゴ・リブレ 君を想う（ ベルギー・ ルクセンブルク・ フランス）
  - ロード・オブ・セイラム（ アメリカ合衆国）
  - サイトシアーズ 殺人者のための英国観光ガイド（ イギリス）
  - ラスト・デイズ（ スペイン）
  - 地獄でなぜ悪い（ 日本）
  - そして父になる（ 日本）
  - 謝罪の王様（ 日本）
  - 空飛ぶ金魚と世界のひみつ（ 日本）
  - 朝日のあたる家（ 日本）
  - 僕たちの高原ホテル（ 日本）
  - 「また、必ず会おう」と誰もが言った。（ 日本）
  - イップ・マン 最終章（ 香港）
  - ブシモ Presentsプロレス3D第7弾 ワールドプロレスリング G1 CLIMAX 2013（ 日本）[3]
  - ブッダ・マウンテン 希望と祈りの旅（ 中国）
  - ラスト・シャンハイ（ 香港・ 中国）

### 10月
- 4日
  - 豪華3本立て!トミカ・プラレール映画まつり（ 日本）
  - パッション（ フランス・ ドイツ）
  - ルノワール 陽だまりの裸婦（ フランス）
- 5日
  - レッド・ドーン（ アメリカ合衆国）
  - フローズン・グラウンド（ アメリカ合衆国）
  - ランナウェイ 逃亡者（ アメリカ合衆国）
  - エビデンス -全滅-（ アメリカ合衆国）
  - ムード・インディゴ うたかたの日々（ フランス）
  - R100（ 日本）
  - 飛べ!ダコタ（ 日本）
  - ゲキ×シネ シレンとラギ（ 日本）
  - 今日子と修一の場合（ 日本）
  - バトル・オブ・ヒロミくん! The High School SAMURAI BOY（ 日本）
- 11日
  - トランス（ イギリス）
  - 死霊館（ アメリカ合衆国）
- 12日
  - ファントム/開戦前夜（ アメリカ合衆国）
  - 天使の処刑人 バイオレット&デイジー（ アメリカ合衆国）
  - カイロ・タイム 異邦人（ カナダ・ アイルランド）
  - 黒い殺意（ 中国）
  - おしん（ 日本）
  - 陽だまりの彼女（ 日本）
  - キッズ・リターン 再会の時（ 日本）
  - 男子高校生の日常（ 日本）
  - 埼玉家族（ 日本）
  - 東京シャッターガール（ 日本）
  - ダンシング・クィーン（ 韓国）
  - フィスト・オブ・レジェンド（ 韓国）
  - ミリオネア・オン・ザ・ラン（ 韓国）
- 18日
  - ダイアナ（ イギリス）
  - ゴースト・エージェント R.I.P.D.（ アメリカ合衆国）
- 19日
  - ブロークンシティ（ アメリカ合衆国）
  - 危険なプロット（ フランス）
  - もうひとりの息子（ フランス）
  - 眠れる美女（ イタリア・ フランス）
  - 地中海式 人生のレシピ（ スペイン）
  - 人類資金（ 日本）
  - 蠢動 しゅんどう（ 日本）
  - アルカナ（ 日本）
  - ガチバン エクスペンデッド（ 日本）
  - 101回目のプロポーズ SAY YES（ 中国・ 日本）
  - 殺人漫画（ 韓国）
- 21日
  - 吸血鬼ボボラカ（ アメリカ合衆国）[4]
- 25日
  - グランド・イリュージョン（ アメリカ合衆国）
  - ナゾトキネマ マダム・マーマレードの異常な謎 出題編（ 日本）
- 26日
  - デッドマン・ダウン（ アメリカ合衆国）
  - セイフ ヘイヴン（ アメリカ合衆国）
  - アフターショック（ アメリカ合衆国）
  - ロスト・ボディ（ スペイン）
  - 僕が星になるまえに（ イギリス）
  - バーバリアン怪奇映画特殊音響効果製作所（ イギリス）
  - ZMフォース ゾンビ虐殺部隊（ イタリア・ アメリカ合衆国・ ドイツ・ カナダ）
  - ハンナ・アーレント（ ドイツ・ ルクセンブルク・ フランス）
  - 道化死てるぜ!（ アイルランド）
  - 潔く柔く（ 日本）
  - 彌勒 MIROKU（ 日本）
  - 女たちの都 ワッゲンオッゲン（ 日本）
  - 自分の事ばかりで情けなくなるよ（ 日本）
  - 花様 たゆたう想い（ 台湾）
  - マッキー（ インド）
  - コールド・ウォー 香港警察 二つの正義（ 香港）
  - 恐怖ノ黒洋館（ カナダ）
- 28日
  - 死体を売る男（ アメリカ合衆国）[5]

### 11月
- 1日
  - アメリカン・パイパイパイ! 完結編 俺たちの同騒会（ アメリカ合衆国）
  - ある愛へと続く旅（ イタリア・ スペイン）
  - 劇場版 SPEC〜結〜 漸ノ篇（ 日本）
  - 恋するリベラーチェ（ アメリカ合衆国）
  - スティーブ・ジョブズ（ アメリカ合衆国）
  - 2ガンズ（ アメリカ合衆国）
  - パーシー・ジャクソンとオリンポスの神々/魔の海（ アメリカ合衆国）
  - 瞳をとじて（ 日本）
  - 42 世界を変えた男（ アメリカ合衆国）
- 2日
  - 女っ気なし（ フランス）
  - 寄生体X（ フランス）
  - セブン・サイコパス（ アメリカ合衆国）
  - 父の秘密（ メキシコ）
  - ばしゃ馬さんとビッグマウス（ 日本）
  - 武器人間（ オランダ・ アメリカ合衆国）
  - 夜明け前 朝焼け中（ 日本）
  - 琉球バトルロワイアル（ 日本）
- 8日
  - キャリー（ アメリカ合衆国）
  - JUDGE ジャッジ（ 日本）
- 9日
  - I am ICHIHASHI 逮捕されるまで（ 日本）
  - いとしきエブリデイ（ イギリス）
  - ガチバンZ 代理戦争（ 日本）
  - 清須会議（ 日本）
  - 劇場版 BAD BOYS J 最後に守るもの（ 日本）
  - ケンとメリー 雨あがりの夜空に（ 日本）
  - THE ICEMAN 氷の処刑人（ アメリカ合衆国）
  - サカサマのパテマ（ 日本）
  - 子宮に沈める（ 日本）
  - 四十九日のレシピ（ 日本）
  - タイガーマスク（ 日本）
  - TAP 完全なる飼育（ 日本）
  - 東京に来たばかり（ 日本・ 中国）
  - ハダカの美奈子（ 日本）
  - 風俗行ったら人生変わったwww（ 日本）
  - ポリス（ フランス）
  - マイ・マザー（ カナダ）
  - ルームメイト（ 日本）
- 14日
  - サプライズ（ アメリカ合衆国）
- 15日
  - 悪の法則（ アメリカ合衆国）
  - マラヴィータ（ アメリカ合衆国・ フランス）
- 16日
  - くじけないで（ 日本）
  - 燦燦 さんさん（ 日本）
  - 新大久保物語（ 日本）
  - ジンクス!!!（ 日本）
  - 天心（ 日本）
  - 裸のいとこ（ 日本）
  - フィルス（ イギリス）
  - ブエノスアイレス恋愛事情（ アルゼンチン・ スペイン・ ドイツ）
  - ふたりのアトリエ ある彫刻家とモデル（ スペイン）
  - ペコロスの母に会いに行く（ 日本）
  - ミッドナイト・ガイズ（ アメリカ合衆国）
  - 夢と狂気の王国（ 日本）
  - ゆるせない、逢いたい（ 日本）
  - ヨコハマ物語（ 日本）
- 22日
  - ウォールフラワー（ アメリカ合衆国）
  - すべては君に逢えたから（ 日本）
  - ナゾトキネマ マダム・マーマレードの異常な謎 解答編（ 日本）
  - ラブクラフト・ガール（ 日本）
- 23日
  - かぐや姫の物語（ 日本）
  - ジ、エクストリーム、スキヤキ（ 日本）
  - ネイキッド・ソルジャー 亜州大捜査線（ 香港）
  - 花鳥籠（ 日本）
  - 遥かなる勝利へ（ ロシア）
  - 晴れのち晴れ、ときどき晴れ（ 日本）
  - もらとりあむタマ子（ 日本）
  - モンティ・パイソン ある嘘つきの物語 グレアム・チャップマン自伝（ イギリス）
- 29日
  - あさひるばん（ 日本）
  - ある精肉店のはなし（ 日本）
  - キャプテン・フィリップス（ アメリカ合衆国）
  - グリフィン家のウエディングノート（ アメリカ合衆国）
  - 劇場版 SPEC〜結〜 爻ノ篇（ 日本）
- 30日
  - おじいちゃんの里帰り（ ドイツ）
  - オーバードライヴ（ アメリカ合衆国）
  - こたつと、みかんと、殺意と、ニャー。（ 日本）
  - ザ・コール 緊急通報指令室（ アメリカ合衆国）
  - 潜伏 SENPUKU（ 日本）
  - とびだせ新選組!（ 日本）
  - 母の身終い（ フランス）」
  - バレット・ヒート 消えた銃弾（ 香港・ 中国）
  - ビューティフル・クリーチャーズ 光と闇に選ばれし者（ アメリカ合衆国）
  - ビューティフル・ダイ（ アメリカ合衆国）
  - REDリターンズ（ アメリカ合衆国）

### 12月
- 6日
  - 47RONIN（ アメリカ合衆国）
  - セッションズ（ アメリカ合衆国）
- 7日
  - 愛しのフリーダ（ アメリカ合衆国・ イギリス）
  - ブランカニエベス（ スペイン・ フランス）
  - リヴ&イングマール ある愛の風景（ ノルウェー・ スウェーデン・ イギリス・ チェコ・ インド）
  - 名探偵ゴッド・アイ（ 香港）
  - フライング・ギロチン（ 香港）
  - ゴールデン・スパイ（ 中国・ 香港）
  - 利休にたずねよ（ 日本）
  - 受難（ 日本）
  - ルパン三世VS名探偵コナン THE MOVIE（ 日本）
  - チャイ・コイ（ 日本）
- 13日
  - ゼロ・グラビティ（ アメリカ合衆国・ イギリス）
  - 鑑定士と顔のない依頼人（ イタリア）
- 14日
  - ブリングリング（ アメリカ合衆国）
  - バックコーラスの歌姫たち（ アメリカ合衆国）
  - 消えたシモン・ヴェルネール（ フランス）
  - 少女は自転車にのって（ サウジアラビア・ ドイツ）
  - 自由と壁とヒップホップ（ パレスチナ・ アメリカ合衆国）
  - 楊家将〜烈士七兄弟の伝説〜（ 中国・ 香港）
  - FLU 運命の36時間（ 韓国）
  - ヴァイキングダム（ マレーシア・ アメリカ合衆国）
  - ゆめのかよいじ（ 日本）
  - 武士の献立（ 日本）
  - カノジョは嘘を愛しすぎてる（ 日本）
  - 楽隊のうさぎ（ 日本）
  - 祭の馬（ 日本）
  - 始まりも終わりもない（ 日本）
  - 映画 かいけつゾロリ まもるぜ!きょうりゅうのたまご（ 日本）
- 20日
  - ウォーキングwithダイナソー（ イギリス・ アメリカ合衆国・ オーストラリア）
  - オンリー・ラヴァーズ・レフト・アライヴ（ アメリカ合衆国）
- 21日
  - プレーンズ（ アメリカ合衆国）
  - ウォールストリート・ダウン（ アメリカ合衆国）
  - キューティー&ボクサー（ アメリカ合衆国）
  - 拳銃貸します（ アメリカ合衆国）
  - フォンターナ広場 イタリアの陰謀（ イタリア）
  - マンボーグ（ カナダ）
  - ファイアbyルブタン（ フランス）
  - パリ、ただよう花（ フランス・ 中国）
  - ルートヴィヒ（ ドイツ）
  - 永遠の0（ 日本）
  - 麦子さんと（ 日本）
  - 赤々煉恋（ 日本）
- 27日
  - ハンガー・ゲーム2（ アメリカ合衆国）
  - 劇場版 HUNTER×HUNTER -The LAST MISSION-（ 日本）
- 28日
  - くもりときどきミートボール2 フード・アニマル誕生の秘密（ アメリカ合衆国）
  - 皇帝と公爵（ フランス・ ポルトガル）